# Virginia María García
Virginia María García (n. 1978) es una abogada, periodista y política argentina, perteneciente al Frente para la Victoria. Se desempeñó como senadora nacional entre 2015 y 2017. Desde 2019 hasta 2023 fue titular de la Dirección General Impositiva de la Administración Federal de Ingresos Públicos (AFIP).

## Biografía
Es hija de Héctor Marcelino García, quien fuera gobernador interino de la provincia de Santa Cruz en 1991, siendo hermana de María Rocío García (ministra de salud de Santa Cruz), expareja de Máximo Kirchner.
Estudió abogacía (especializándose en derecho tributario) y periodismo. En 2004 fue designada directora de Prensa de la Secretaría General de Gobernación de Santa Cruz, y luego trabajó en la Casa de Santa Cruz en Buenos Aires. Entre 2010 y 2015 fue titular de la Dirección Regional de la AFIP en Río Gallegos.
En las elecciones legislativas de 2011 fue candidata suplente a senadora nacional, en la lista del Frente para la Victoria. En diciembre de 2015 asumió en el Senado, completando el período de Pablo G. González, quien asumió como vicegobernador de la provincia de Santa Cruz. Fue vocal en las comisiones de Asuntos Constitucionales, Trabajo y Previsión Social, Coparticipación Federal de Impuestos, Ciencia y Tecnología, Banca de la Mujer, y Seguridad Interior y Narcotráfico. También integró el Consejo de la Magistratura.
Posteriormente fue prosecretaria administrativa del bloque del Frente para la Victoria-PJ en el Senado y asesora de Cristina Fernández de Kirchner.
En diciembre de 2019, en la presidencia de Alberto Fernández, fue designada titular de la Dirección General Impositiva de la Administración Federal de Ingresos Públicos, a cargo de Mercedes Marcó del Pont.